# Sarcophaga
Sarcophaga là một chi ruồi thật, là loài tiêu biểu của họ (Sarcophagidae).
Chi này có mặt trên toàn thết giới. Các loài được biết rõ gồm Sarcophaga africa, Sarcophaga bercaea, ruồi nâu Sarcophaga bullata, Sarcophaga carnaria, Sarcophaga crassipalpis, Sarcophaga aldrichi và ruồi đuôi đỏ Sarcophaga haemorrhoidalis.

## Phân chi

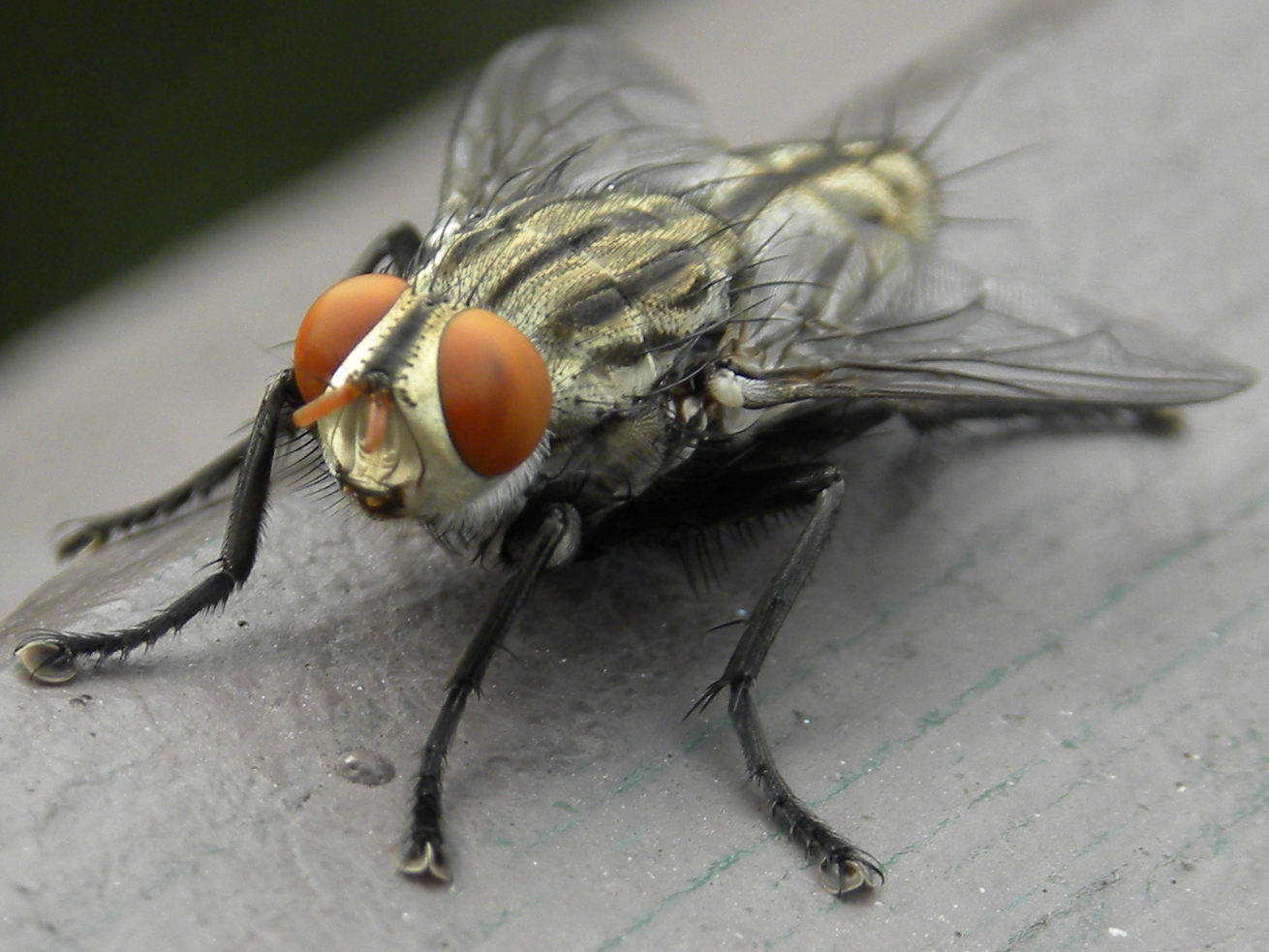
Grey Striped Fly (Sarcophaga aurifrons)

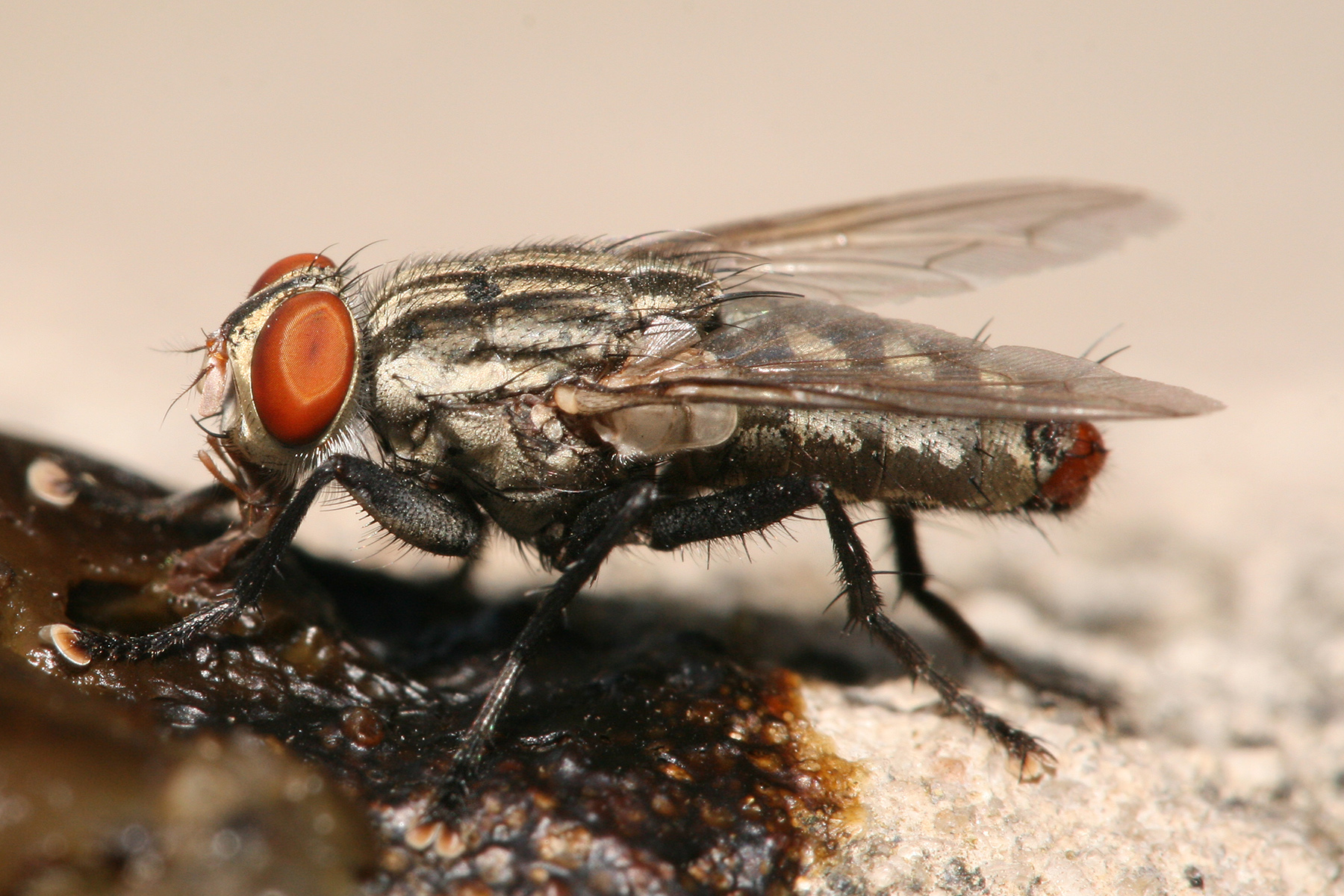
Sarcophaga bercaea

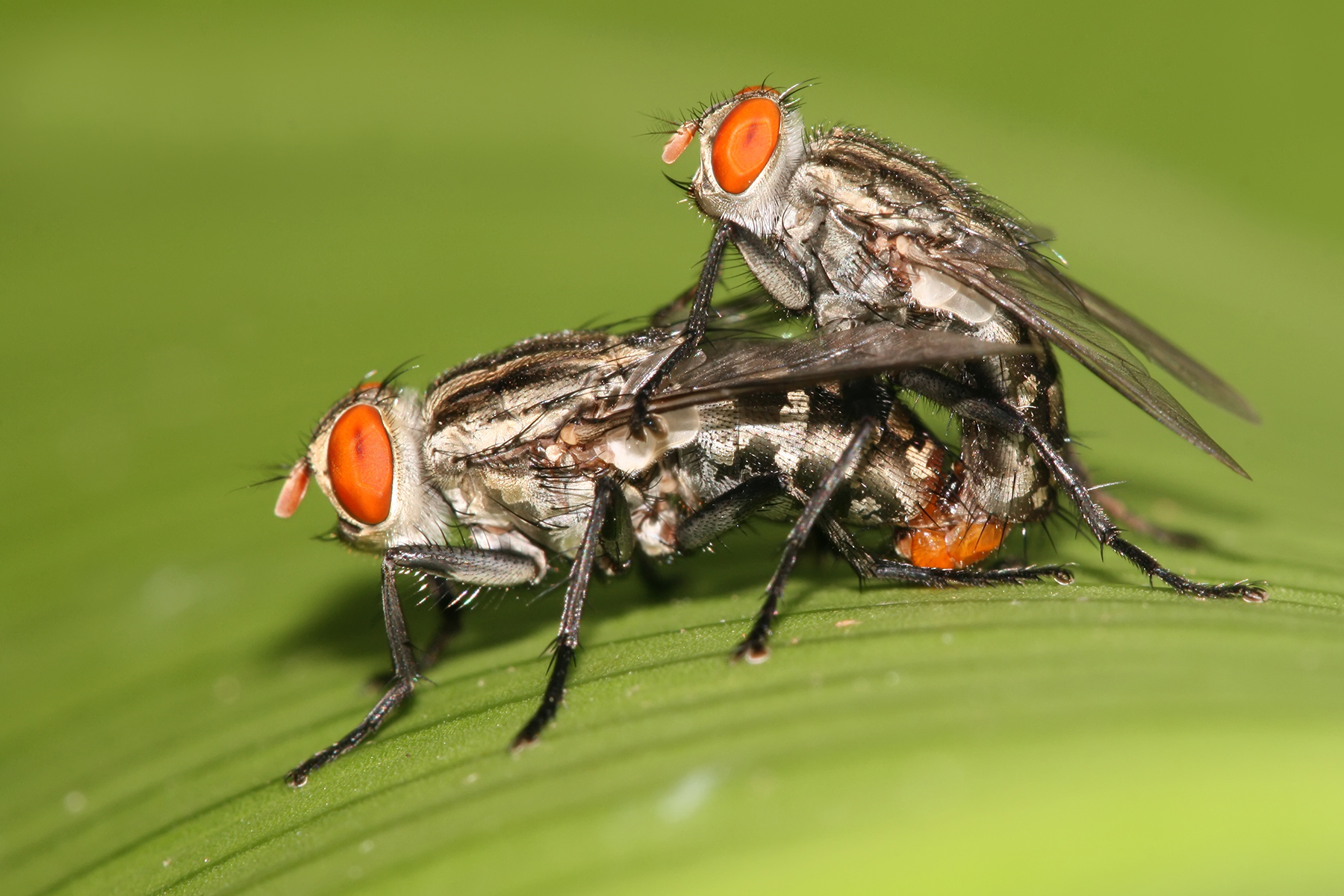
Mating Sarcophaga ruficornis

Các phân chi như sau, một vài phân chi đôi khi được xem là chi riêng biệt:
| - Sarcophaga (Aethianella) - Sarcophaga (Aethiopisca) - Sarcophaga (Afrohelicobia) - Sarcophaga (Afrothyrsocnema) - Sarcophaga (Alisarcophagaa) - Sarcophaga (Amharomyia) - Sarcophaga (Anthostilophalla) - Sarcophaga (Asceloctella) - Sarcophaga (Asiopierretia) - Sarcophaga (Australopierretia) - Sarcophaga (Baliisca) - Sarcophaga (Baranovisca) - Sarcophaga (Batissophalla) - Sarcophaga (Bellieriomima) - Sarcophaga (Bercaea) - Sarcophaga (Bercaeopsis) - Sarcophaga (Beziella) - Sarcophaga (Bilenemyia) - Sarcophaga (Boettcherisca) - Sarcophaga (Brasia) - Sarcophaga (Caledonia) - Sarcophaga (Callostuckenbergia) - Sarcophaga (Camerounisca) - Sarcophaga (Cercosarcophaga) - Sarcophaga (Chaetophalla) - Sarcophaga (Chrysosarcophaga) - Sarcophaga (Curranisca) - Sarcophaga (Curtophalla) - Sarcophaga (Cyclophalla) - Sarcophaga (Danbeckia) - Sarcophaga (Casyschloctis) - Sarcophaga (Dinemomyia) - Sarcophaga (Diplonophalla) - Sarcophaga (Discachaeta) - Sarcophaga (Colichophalla) - Sarcophaga (Drakensbergiana) - Sarcophaga (Durbanella) - Sarcophaga (Dysparaphalla) - Sarcophaga (Fengia) - Sarcophaga (Fergusonimyia) - Sarcophaga (Fijimyia) - Sarcophaga (Hardyella) - Sarcophaga (Harpagophalla) - Sarcophaga (Harpagophalloides) - Sarcophaga (Helicophagella) | - Sarcophaga (Heteronychia) - Sarcophaga (Hoa) - Sarcophaga (Horisca) - Sarcophaga (Hosarcophaga) - Sarcophaga (Hyperacanthisca) - Sarcophaga (Ihosyia) - Sarcophaga (Iranihindia) - Sarcophaga (Johnsonimima) - Sarcophaga (Johnstonimyia) - Sarcophaga (Kalshovenella) - Sarcophaga (Kanoa) - Sarcophaga (Kanomyia) - Sarcophaga (Kozlovea) - Sarcophaga (Kramerea) - Sarcophaga (Krameromyia) - Sarcophaga (Leucomyia) - Sarcophaga (Lipoptilocnema) - Sarcophaga (Lioplacella) - Sarcophaga (Lioproctia) - Sarcophaga (Liopygia) - Sarcophaga (Liosarcophaga) - Sarcophaga (Macabiella) - Sarcophaga (Malliophala) - Sarcophaga (Mandalania) - Sarcophaga (Mauritiella) - Sarcophaga (Mehria) - Sarcophaga (Mimarhopocnemis) - Sarcophaga (Mindanaoa) - Sarcophaga (Mufindia) - Sarcophaga (Myorhina) - Sarcophaga (Neobellieria) - Sarcophaga (Neosarcophaga) - Sarcophaga (Nesbittia) - Sarcophaga (Nigerimyia) - Sarcophaga (Nihonea) - Sarcophaga (Notoecus) - Sarcophaga (Nudicerca) - Sarcophaga (Nuzzaciella) - Sarcophaga (Nyikamyia) - Sarcophaga (Pandelleana) - Sarcophaga (Pandelleisca) - Sarcophaga (Paraethiopisca) - Sarcophaga (Parasarcophaga) - Sarcophaga (Petuniophalla) | - Sarcophaga (Phalacrodiscus) - Sarcophaga (Phallantha) - Sarcophaga (Phallanthisca) - Sarcophaga (Phallocheira) - Sarcophaga (Phallonychia) - Sarcophaga (Phallosphaera) - Sarcophaga (Phytosarcophaga) - Sarcophaga (Poecilometopa) - Sarcophaga (Poeciphaoides) - Sarcophaga (Prionophalla) - Sarcophaga (Pseudaethiopisca) - Sarcophaga (Pseudothyrsocnema) - Sarcophaga (Pterolobomyia) - Sarcophaga (Pterophalla) - Sarcophaga (Pterosarcophaga) - Sarcophaga (Robineauella) - Sarcophaga (Rohdendorfisca) - Sarcophaga (Rosellea) - Sarcophaga (Sabiella) - Sarcophaga (Sarcophaga) - Sarcophaga (Sarcorohdendorfia) - Sarcophaga (Sarcosolomonia) - Sarcophaga (Sarcotachinella) - Sarcophaga (Scotathyrsia) - Sarcophaga (Seniorwhithea) - Sarcophaga (Sinonipponia) - Sarcophaga (Sisyhelicobia) - Sarcophaga (Stackelbergeola) - Sarcophaga (Takanoa) - Sarcophaga (Takaraia) - Sarcophaga (Taylorimyia) - Sarcophaga (Thyrsocnema) - Sarcophaga (Tolucamyia) - Sarcophaga (Torgopampa) - Sarcophaga (Transvaalomyia) - Sarcophaga (Tuberomembrana) - Sarcophaga (Uroxanthisca) - Sarcophaga (Varirosellea) - Sarcophaga (Wohlfahrtiopsis) - Sarcophaga (Xanthopterisca) - Sarcophaga (Ziminisca) - Sarcophaga (Zombanella) - Sarcophaga (Zumptiopsis) - Sarcophaga (Zumptisca) |

## Hình ảnh

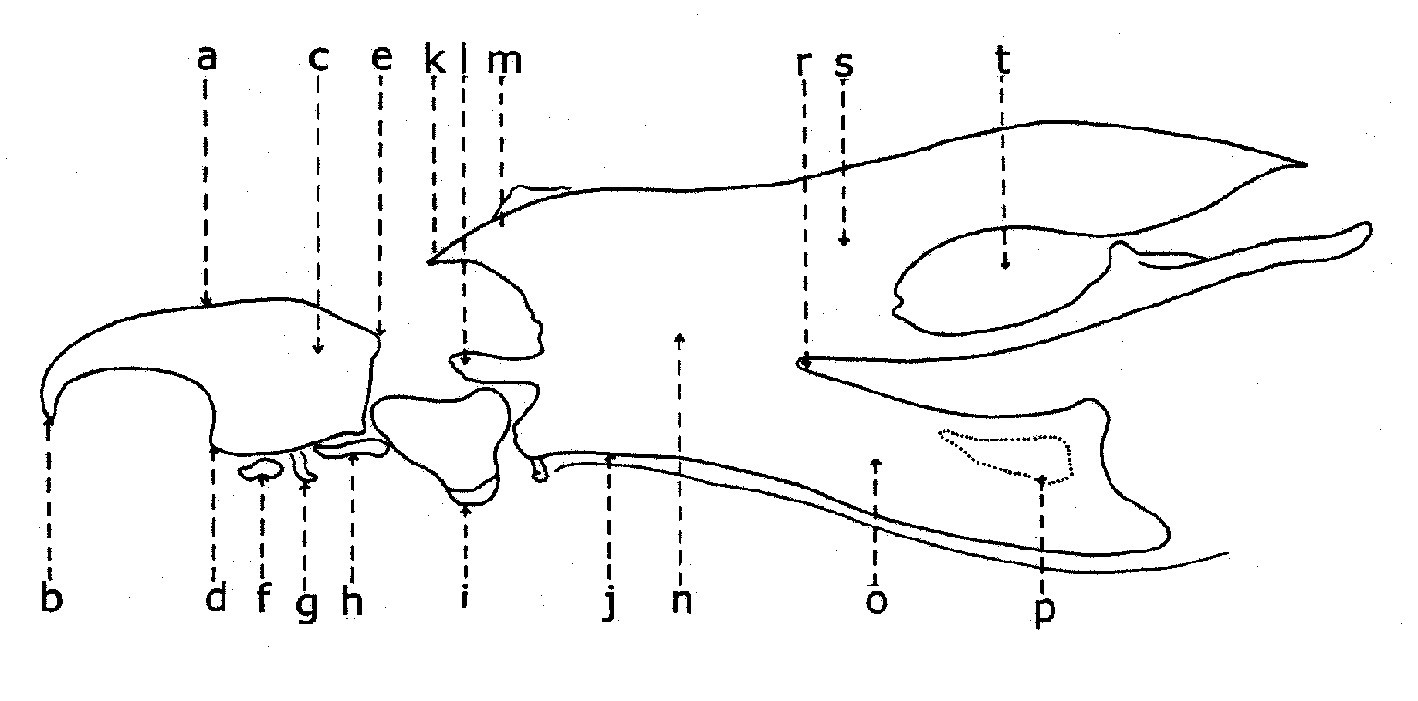
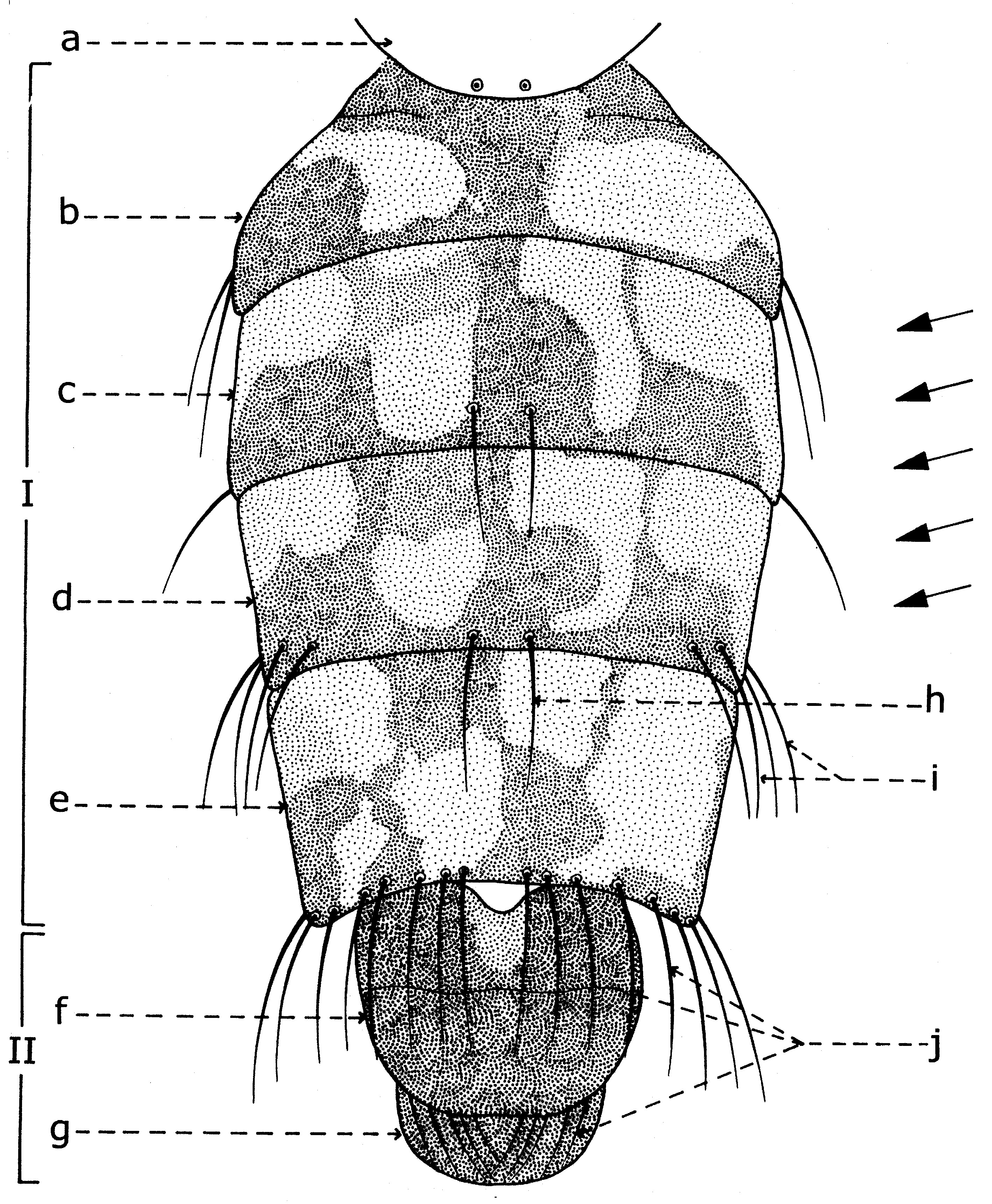
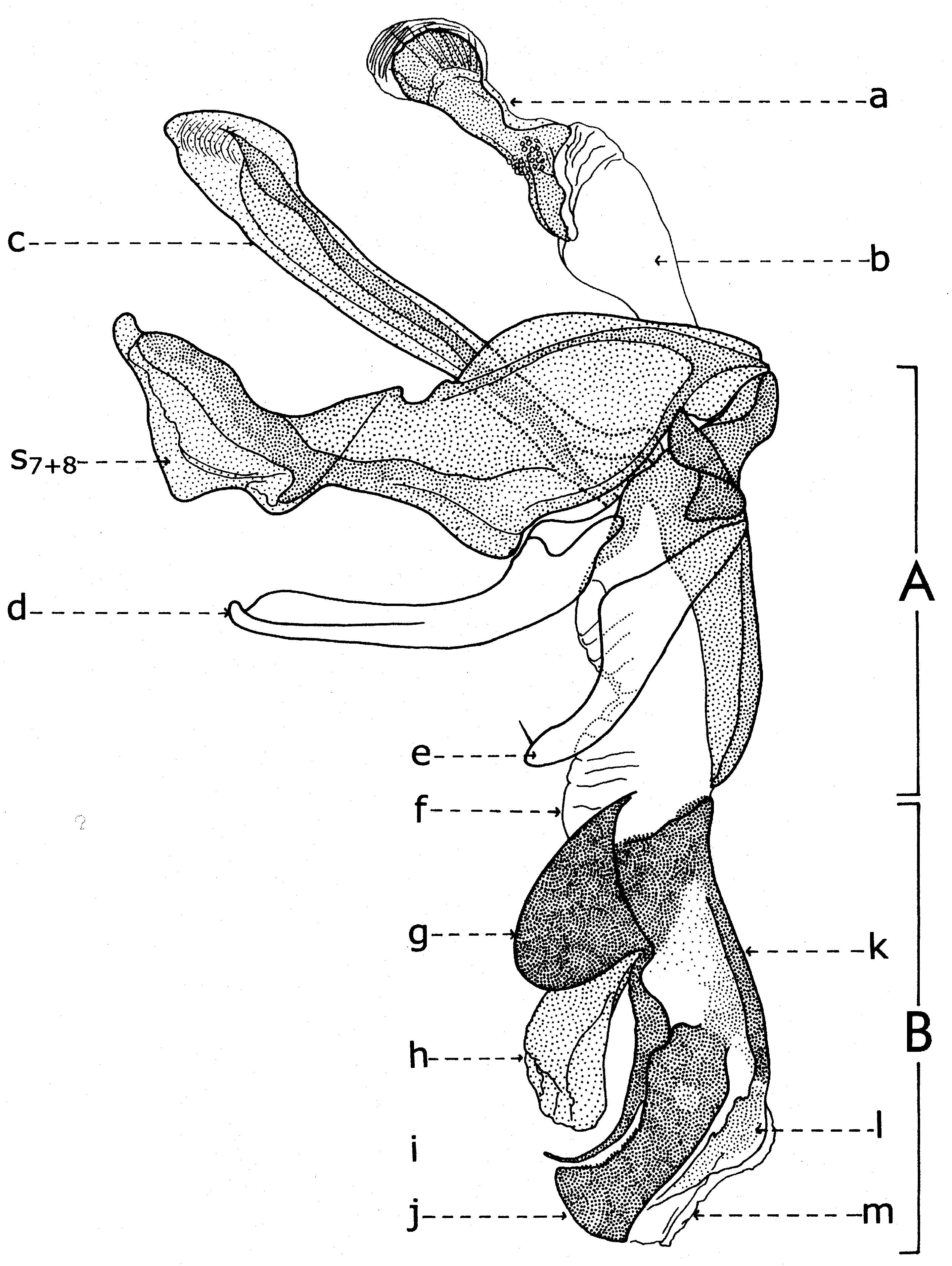
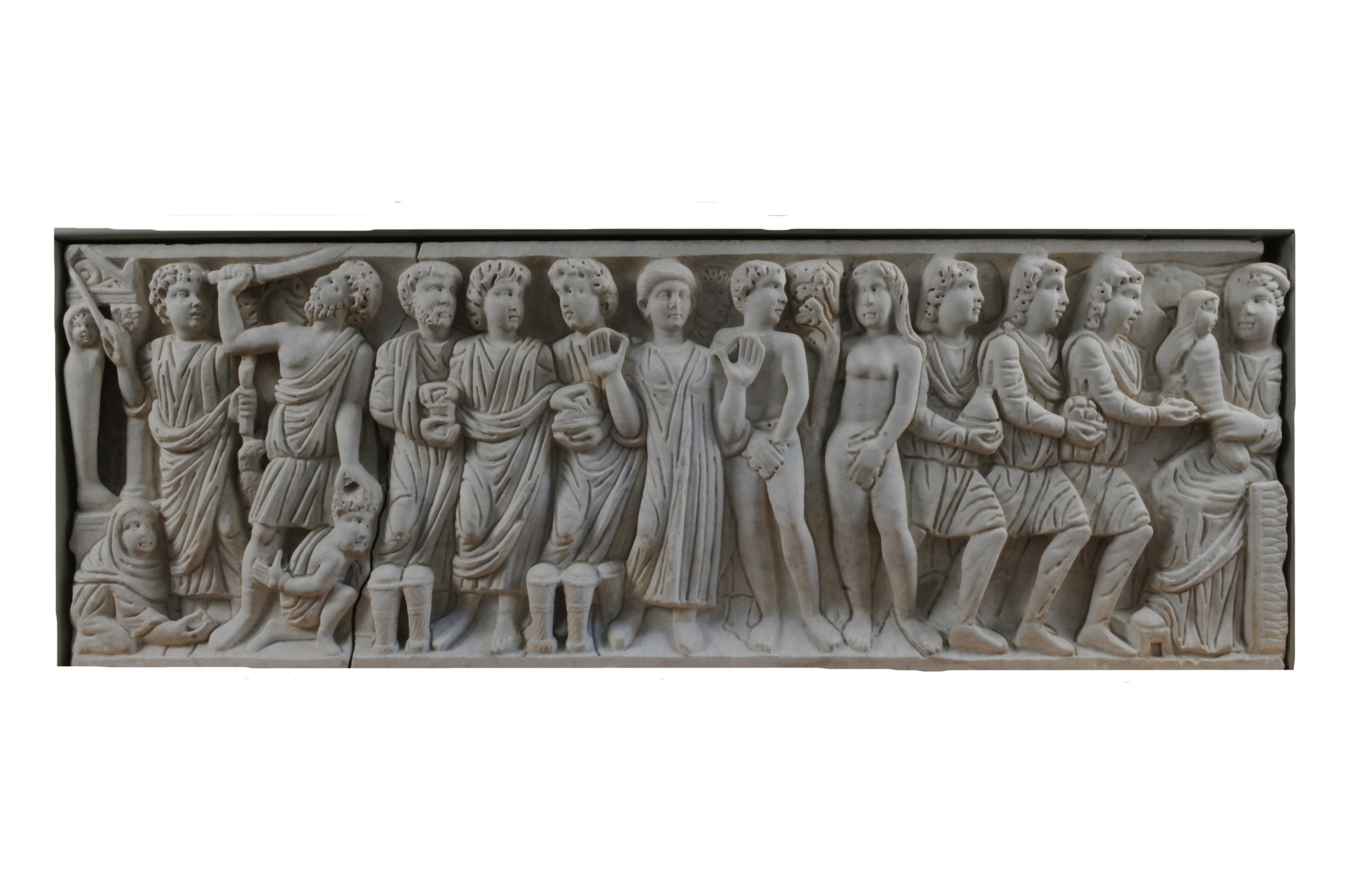